# Smita Patil
Smita Patil (Pune, 17 ottobre 1955 – Mumbai, 13 dicembre 1986) è stata un'attrice indiana.
Ha debuttato nel 1975. Attiva per poco più di un decennio, si è spenta a soli 31 anni per complicanze post-parto. Suo figlio è l'attore Prateik Babbar.

## Filmografia parziale
- Charandas Chor, regia di Shyam Benegal (1975)
- Manthan, regia di Shyam Benegal (1976)
- Bhumika, regia di Shyam Benegal (1977)
- Jait Re Jait, regia di Jabbar Patel (1977)
- Aakrosh, regia di Govind Nihalani (1980)
- Chakra, regia di Rabindra Dharmaraj (1981)
- Namak Halaal, regia di Prakash Mehra (1982)
- Bazaar, regia di Sagar Sarhadi (1982)
- Umbartha, regia di Jabbar Patel (1982)
- Shakti, regia di Ramesh Sippy (1982)
- Arth, regia di Mahesh Bhatt (1982)
- Ardh Satya, regia di Govind Nihalani (1983)
- Mandi, regia di Shyam Benegal (1983)
- Aaj Ki Awaaz, regia di Ravi Chopra (1984)
- Ghulami, regia di J. P. Dutta (1985)
- Chidambaram, regia di G. Aravindan (1985)
- Amrit, regia di Mohan Kumar (1986)
- Mirch Masala, regia di Ketan Mehta (1987)
- Waaris, regia di Raveendra Peepat (1988)
- Galiyon Ka Badshah, regia di Sher Jung Singh (1989)

## Premi e riconoscimenti
- Padma Shri (1985)
- National Film Awards
  - 1977: "Best Actress" (Bhumika)
  - 1980: "Best Actress" (Chakra)
- Filmfare Awards
  - 1982: "Best Actress" (Chakra)
- Filmfare Marathi Awards
  - 1977: "Best Actress" (Jait Re Jait)
  - 1982: "Best Actress" (Umbartha)
- Bengal Film Journalists' Association Awards
  - 1978: "Best Actress (Hindi)" (Mirch Masala)